# Chilarium
Il chilarium è una sorta di piccola appendice priva di articolazione, presente, in coppia, nella parte ventrale degli Xiphosura e ben visibile ad occhio nudo al centro del ventre del limulo.
La sua funzione è quella di aiutare le chele nello sminuzzamento del cibo prima di ingerirlo.